# Wonderkids
Wonderkids er en single af det danske band Warm Guns fra albummet Italiano Moderno, der blev udgivet i 1981.
Fielfraz fortolkede sangen i 1993 på Lars Muhl hyldest-albummet From All of Us....

## Trackliste
1. "Wonderkids" (Muhl/Muhl-Hauschildt)  – 3:30
2. "Public Enemies" (Muhl) – 2:53

## Medvirkende
- Lars Muhl - vokal & keyboards
- Lars Hybel - guitar & bas
- Frank Lorentzen - guitar & keyboards
- Jens G. Nielsen - trommer